# Lethe nicevillei
Lethe nicevillei är en fjärilsart som beskrevs av Evans 1924. Lethe nicevillei ingår i släktet Lethe och familjen praktfjärilar. Inga underarter finns listade i Catalogue of Life.